# DJGPP
DJGPP es un sistema de desarrollo en C/C++ de 32 bits para ordenadores 386 y compatibles que se ejecuta en MS-DOS. Fue desarrollado por D.J. Delorie, quien inició el proyecto en 1989 y es una migración del conocido compilador gcc para la interfaz en modo protegido TF-DOS (DPMI).